# Þórður Guðmundsson
Þórður Guðmundsson (* 19. Mai 1908 in Reykjavík; † 19. Oktober 1988 ebendort) war ein isländischer Wasserballspieler.

## Karriere
Þórður wurde als Sohn des Ehepaares Guðmundur Sæmundsson (1861–1940), einem Landwirt, und Kristín Þórðardóttir (1877–1930) geboren. Er beendete seine Schulausbildung im Jahr 1926 an der Samvinnuskólinn. Þórður war mehrere Jahre lang Inhaber des nationalen Rekordes über 200 Meter Brustschwimmen und im Jahr 1927 Mitgründer des Schwimmvereins „Ægir“. Er nahm mit der isländischen Nationalmannschaft und seinen Teamkollegen Jón Jónsson, Jón Ingi Guðmundsson, Jónas Halldórsson, Magnús Pálsson, Stefán Jónsson, Úlfar Þórðarson und Þorsteinn Hjálmarsson am olympischen Wasserballturnier 1936 in Berlin teil. Das Team, das im havelländischen Nauen trainiert hatte, unterlag in der Vorrunde den Mannschaften aus der Schweiz (1:7), Schweden (0:11) und Österreich (0:6). Nach diesen Ergebnissen belegte die Mannschaft den geteilten 13. Platz unter 16 Teilnehmern. Seit 1940 gehörte Þórður dem Sportgericht sowie zwischen 1952 und 1964 dem Vorstand des Íþróttasamband Íslands (ÍSÍ) an. Er betätigte sich außerdem lange Jahre gemeinsam mit seinem Bruder Theódór Guðmundsson (1912–1981) im Vorstand von „Ægir“, darunter von 1941 bis 1950 als Vereinsvorsitzender. Im Jahr 1957 fungierte Þórður als Reiseleiter der isländischen Delegation zu den Nordischen Schwimmmeisterschaften im finnischen Helsinki. Þórður wurde für seine Leistungen mit der Goldmedaille des ÍSÍ ausgezeichnet und zum Ehrenmitglied des Sundsamband Íslands (SSÍ) und von „Ægir“ ernannt.
Þórður arbeitete zeitlebens als Schuhverkäufer und Filialleiter bei den Gebrüdern Hvannberg (Hvannbergsbræður) auf der Laugavegur, im Jahr 1985 musste der Isländer seinen Job krankheitsbedingt aufgeben. Bis ins hohe Alter engagierte sich Þórður im Christlichen Verein Junger Menschen (englisch YMCA, isländisch KFUM) sowie als Bibelverteiler im Auftrag des Gideonbundes. Er war seit Juni 1936 mit Margrét Sigurðardóttir verheiratet und verstarb im Alter von 80 Jahren in seiner Heimatstadt; das Paar hatte drei Kinder (Kristín, Sigurður und Hildigunnur).